# Taken
Taken é uma minissérie de ficção-científica que foi ao ar originalmente nos EUA pelo SyFy em 2002 e ganhou um prêmio Emmy de melhor minissérie. Filmado em Vancouver, British Columbia, Canadá, a série foi escrita por Leslie Bohem, e dirigida por Breck Eisner, Félix Enríquez Alcalá, John Fawcett, Tobe Hooper, Jeremy Paul Kagan, Michael Katleman, Sergio Mimica-Gezzan, Bryan Spicer, Jeff Woolnough e Thomas J. Wright. Quem assina a produção executiva da série são Bohem e Steven Spielberg.
A minissério venceu um prêmio Emmy e foi nomeada para dois globos de ouro.

## Sinopse
Taken é uma história que cruza o tempo, abrangendo 5 décadas e 4 gerações, tendo como centro três famílias: os Keys, os Crawfords, e os Clarkes. O veterano da Segunda Guerra Mundial Russell Keys é atormentado por pesadelos de sua abdução por extraterrestres durante a guerra; o incidente Roswell transforma Owen Crawford de um ambicioso capitão da força aérea para um conspirador secreto e sem escrúpulos do governo; Sally Clarke, infeliz no casamento, é engravidada por um visitante alien. À medida que passam as décadas, os herdeiros de cada um são afetados pelas maquinações dos alienígenas, culminando com o nascimento de Allie Keys, que é o produto final da "experiência" alienígena e carrega as chaves para o futuro.

## Personagens

### Família Clarke
Sally Clarke
Interpretada por Catherine Dent
Fred Clarke
Interpretado por Alf Humphreys
Tom Clarke
Interpretado por Ryan Hurst na fase adulta, e Kevin Schmidt na fase mais jovem.
Becky Clarke
Interpretada por Chad Morgan na fase adulta, e Shauna Kain na fase mais jovem.
Jacob Clarke
Interpretado por Anton Yelchin na fase mais jovem, e Chad Donella na fase adulta.
Carol Clarke
Interpretada por Sadie Lawrence.
Lisa Clarke
Interpretada por Emily Bergl na fase adulta, Alexandra Purvis aos 13 anos, e Taylor-Anne Reid aos 11 anos.

### Família Crawford
Capitão/Coronel Owen Crawford
Interpretado por Joel Gretsch.
Anne Crawford
Interpretada por Tina Holmes.
Eric Crawford
Interpretado por Andy Powers na fase adulta, Nolan Funk na adolescência, e Cody Shaer na fase mais jovem.
Sam Crawford
Interpretado por Ryan Merriman na fase adulta, Branden Nadon na adolescência, e Trevor Pawson na fase mais jovem.
Julie Crawford
Interpretada por Emily Holmes.
Mary Crawford
Interpretada por Heather Donahue na fase adulta, e Anysha Berthot na juventude

### Família Keys
Capt. Russel Keys
Interpretado por Steve Burton.
Kate Keys
Interpretada por Julie Benz.
Jesse Keys
Interpretado por Desmond Harrington na fase adulta, James Kirk na adolescência, e Conner Widdows na fase da juventude.
Amelia Keys
Interpretada por Julie Ann Emery.
Charlie Keys
Interpretado por Adam Kaufman na fase adulta, e Devin Douglas Drewitz na adolescência.
Allie Keys
Interpretada por Dakota Fanning como Allie, e Elle Fanning como Allie aos 3 anos.

## Episódios de Taken
| #  | Título                | Sinopse |
| 1  | "Beyond the Sky"      |         |
| 2  | "Jacob and Jesse"     |         |
| 3  | "High Hopes"          |         |
| 4  | "Acid Tests"          |         |
| 5  | "Maintenance"         |         |
| 6  | "Charlie and Lisa"    |         |
| 7  | "God's Equation"      |         |
| 8  | "Dropping the Dishes" |         |
| 9  | "John"                |         |
| 10 | "Taken"               |         |